# IC 4766
IC 4766 је лентикуларна галаксија у сазвјежђу Паун која се налази на листи објеката дубоког неба у Индекс каталогу.
Деклинација објекта је - 63° 17' 32" а ректасцензија 18h 47m 35,6s. Привидна величина (магнитуда) објекта IC 4766 износи 13,3 а фотографска магнитуда 14,2. IC 4766 је још познат и под ознакама ESO 104-9, DRCG 51-25, PGC 62421.